# Берег Кэрда
Бе́рег Кэ́рда (англ. Caird Coast) — часть побережья Земли Котса в Западной Антарктиде, лежащая между 20°00' и 27°54' западной долготы.
Берег был открыт в январе 1915 года в ходе британской антарктической экспедиции Эрнеста Шеклтона. Назван в честь Джеймса Кэрда, спонсора экспедиции.